# Memory of the Future
Singles de Pet Shop Boys
Leaving
(2012) Axis
(2013)
Memory of the Future est une chanson du duo britannique Pet Shop Boys extraite de leur onzième album studio, Elysium, paru le 10 septembre 2012.
Le 31 décembre 2012, trois mois et trois semaines après la sortie de l'album, la chanson a été publiée en single (dans une version considérablement remixée). C'était le troisième et dernier single tiré de cet album.
Le single a atteint la 111e place au Royaume-Uni,.